# Asociación Deportiva Ciudad de Guadalajara
L'Asociación Deportiva Ciudad de Guadalajara è una squadra di pallamano spagnola avente sede a Guadalajara.

È stata fondata nel 2007.

Disputa le proprie gare interne presso il Palacio Multiusos de Guadalajara di Guadalajara il quale ha una capienza di 5.800 spettatori.